# 東海電台
東海電台（日语：東海ラジオ放送株式会社，とうかいラジオほうそう）是日本的一家以中京廣域圈為播出地區的AM廣播電台，也是NRN的加盟台，識別呼號是「JOSF」。東海電台的前身是三重電台（日语：ラジオ三重）和岐阜放送（日语：岐阜放送株式会社，與現在的岐阜放送（日语：株式会社岐阜放送）無關）這兩家公司。1956年10月，岐阜放送更名為東海電台（日语：ラジオ東海）。同年12月，三重電台更名為近畿東海放送。1959年11月20日，近畿東海放送和東海電台兩家公司合併為現在的東海電台。東海電台也是東海電視台的大股東。

## 外部連結
- 東海ラジオ 1332kHz / 92.9MHz （页面存档备份，存于）
- Commuf@radio東海ラジオ，存于
- 東海ラジオ【公式】的X（前Twitter）
- 東海ラジオ放送【公式】的Facebook專頁
- YouTube上的東海ラジオ放送(株)頻道